# Woodsia burgessiana
Woodsia burgessiana là một loài dương xỉ trong họ Woodsiaceae. Loài này được Gerrard mô tả khoa học đầu tiên năm 1866.